# خون‌سرد

خط قرمز نشان‌دهنده دمای هوا است. خط بنفش نشان‌دهنده دمای بدن سوسمار است. خط سبز نشان‌دهنده دمای پایه لانه است. سوسمارها گرماده هستند و از سازگاری‌های رفتاری برای کنترل دمای خود استفاده می‌کنند. آنها رفتار خود را بر اساس دمای بیرون تنظیم می‌کنند. اگر هوا گرم باشد تا یک نقطه بیرون می‌روند و در صورت لزوم به لانه خود بازمی‌گردند.

خون‌سرد یا برون‌گرما (به انگلیسی: Ectotherm) ἐκτός (از یونانی ἐκτός (ektós) «بیرون» و θερμός (thermós) "گرما") جاندارانی هستند که در آن منابع فیزیولوژیکی درونی گرما در کنترل دمای بدن اهمیت نسبتاً کوچک یا کاملاً ناچیز دارند. چنین جاندارانی (مانند قورباغه‌ها) به منابع گرمای محیطی وابسته هستند، که به آنها اجازه می‌دهد تا با نرخ‌های سوخت‌وساز بسیار اقتصادی کار کنند.

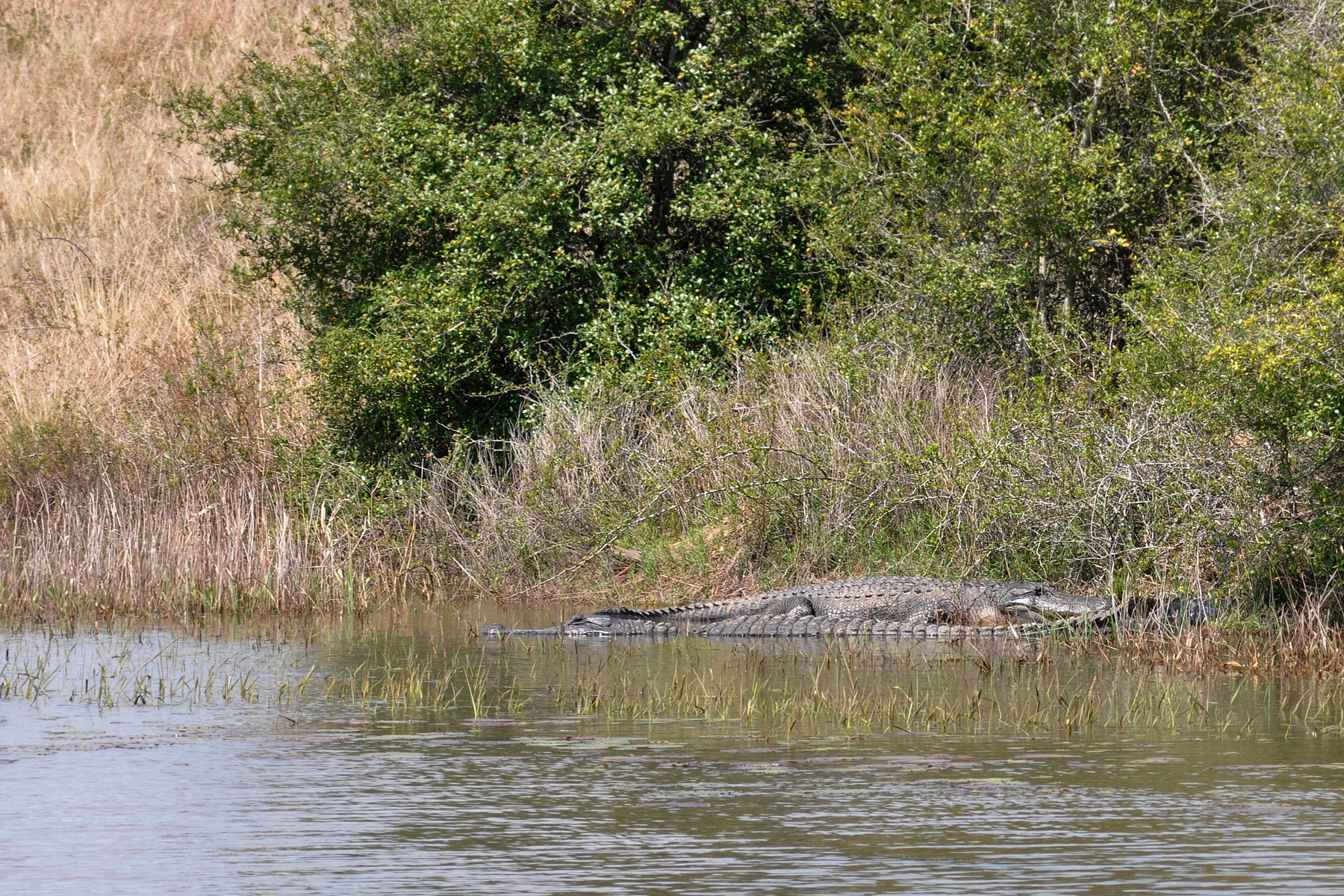
تمساح‌های آمریکایی حوالی ظهر در زیر نور خورشید آفتابگیری می‌کنند.

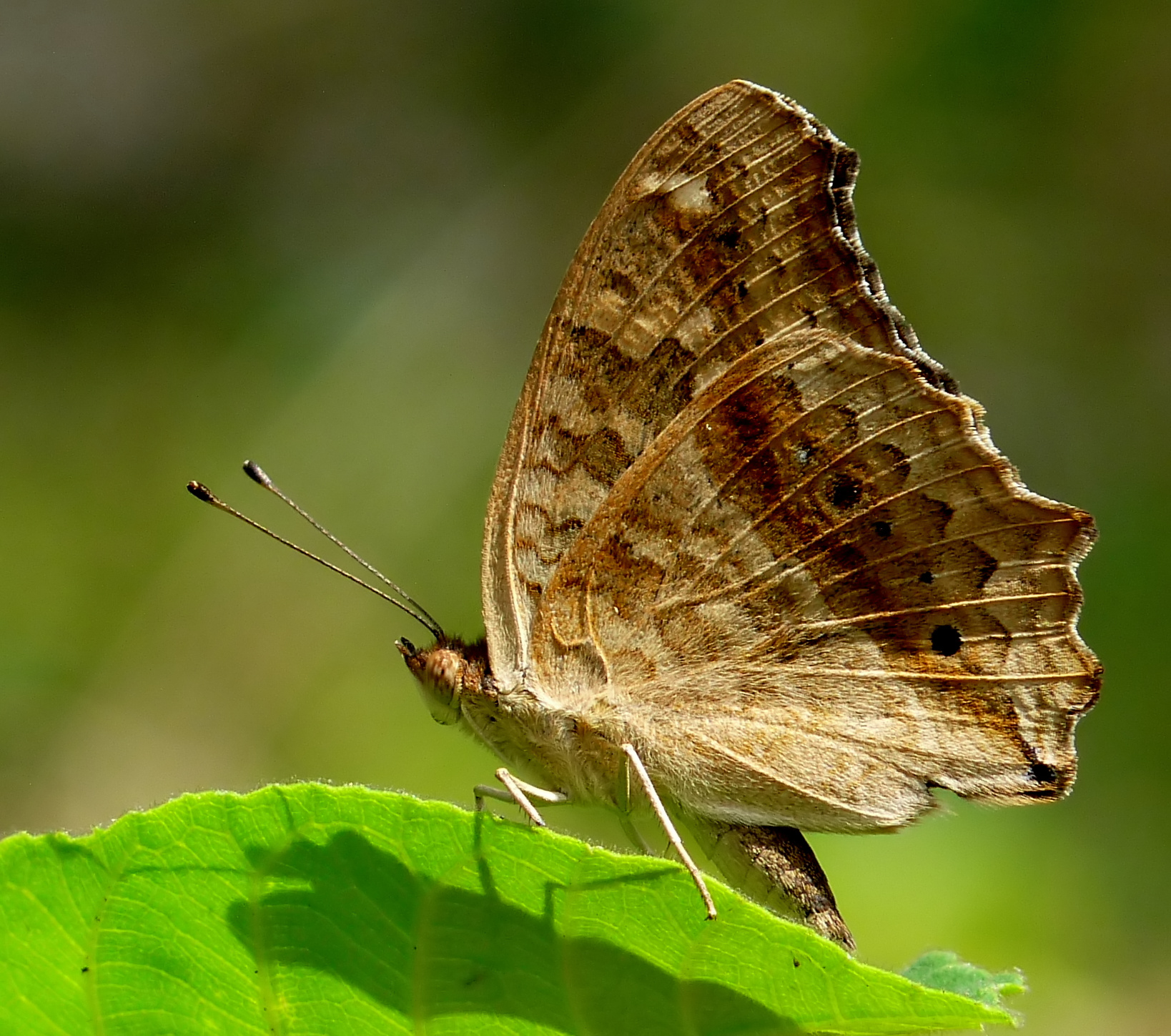
Junonia lemonias در زیر نور خورشید آفتابگیری می‌کند.